# Michèle Cointet
Michèle Cointet, née Labrousse, est une historienne française, spécialiste de l'histoire de la France pendant la Seconde Guerre mondiale.

## Biographie
Née à Poitiers, elle est agrégée d'histoire et docteur ès lettres. Elle a été professeur d'histoire contemporaine à l'université de Tours. Elle est spécialiste du régime de Vichy et a obtenu le prix François-Millepierres pour son ouvrage L'Église sous Vichy 1940-1945 ainsi que le prix Jacques-Chabannes de l’Association des écrivains combattants pour sa Nouvelle Histoire de Vichy.
Elle est l'épouse de l'historien Jean-Paul Cointet.

## Publications
- Vichy et le fascisme : les hommes, les structures et les pouvoirs, éditions Complexe, coll. « Questions au XXe siècle » no 2, Bruxelles, 1987, 267 p.,  (ISBN 2-87027-212-X) (BNF 36631076), [présentation en ligne], [présentation en ligne]. — Réimpression à l'identique, en 1991, dans la même collection chez le même éditeur, avec la même référence ISBN (BNF 37377301).

- Histoire culturelle de la France : 1918-1958.
  - Première édition : éditions SEDES, coll. « Regards sur l'histoire » no 65, série « Histoire contemporaine », Paris, 1988, 287 p.  (ISBN 2-7181-3850-5) (BNF 34963117).
  - Deuxième édition, revue et corrigée : même collection, même éditeur, même pagination, avec un sous-titre erroné — « 1918-1959 » — et un code ISBN erroné (BNF 35556560).

- Le Conseil national de Vichy : vie politique et réforme de l'État en régime autoritaire, 1940-1944, éditions Aux amateurs de livres, Paris, 1989, 483 p.  (ISBN 2-87841-000-9) (BNF 35066559). — Cet ouvrage est constitué du texte remanié d'une thèse d'État en lettres, soutenue en 1984 devant l'Université Paris X.

- Michèle et Jean-Paul Cointet, La France à Londres : renaissance d'un État, 1940-1943, éditions Complexe, coll. « Questions au XXe siècle » no 14, Bruxelles, 1990, 271 p.  (ISBN 2-87027-329-0), (BNF 35082410), [présentation en ligne].

- Vichy capitale : 1940-1944, éditions Perrin, coll. « Vérités et légendes », Paris, 1993, 299 p.  (ISBN 2-262-01013-7) (BNF 35566520), [présentation en ligne]. — Cet ouvrage a obtenu le prix François-Millepierres décerné par l'Académie française.

- De Gaulle et l'Algérie française : 1958-1962, éditions Perrin, Paris, 1995, 315 p.  (ISBN 2-262-00077-8) (BNF 35800838) ; réédition Tempus 2012.

- L'Église sous Vichy : 1940-1945 : la repentance en question, éditions Perrin, coll. « Vérités et légendes », Paris, 1998, 401 p.  (ISBN 2-262-01231-8) (BNF 37028007). — Cet ouvrage a obtenu le prix François-Millepierres décerné par l'Académie française.

- Collectif, Dictionnaire historique de la France sous l'Occupation (sous la direction de Michèle et Jean-Paul Cointet), éditions Tallandier, Paris, 2000, 732 p.  (ISBN 2-235-02234-0) (BNF 37101490).

- Pétain et les Français : 1940-1951, éditions Perrin, Paris, 2002, 321 p.  (ISBN 2-262-01637-2) (BNF 38848128).

- De Gaulle et Giraud : l'affrontement, 1942-1944, éditions Perrin, Paris, 2005, 549 p. + 8 p. de planches illustrées  (ISBN 2-262-02023-X) (BNF 40030782). — Cet ouvrage a reçu le prix Saintour 2006, décerné par l’Académie des sciences morales et politiques.

- Marie-Madeleine Fourcade : un chef de la Résistance, éditions Perrin, Paris, 2006, 358 p.  (ISBN 2-262-02365-4) ou  (ISBN 978-2-262-02365-2) (BNF 40245860).

- Nouvelle Histoire de Vichy : 1940-1945, Paris, Fayard, 2011, 797 p. (ISBN 978-2-213-63553-8, présentation en ligne), Grand prix du livre d'histoire Ouest-France en 2012[2].

- La Milice française, Fayard, 2013, 352 p. (ISBN 978-2-213-67067-6).

- Secrets et mystères de la France occupée, Fayard, 2015, 334 p.  (ISBN 978-2-213-68256-3).
- Histoire des 16. Les premières femmes parlementaires françaises, Fayard, Paris, 2017.
- Les Françaises dans la guerre et dans l'Occupation, Fayard, Paris, 2018.
- La République assassinée. Mars-juillet 1940, Bouquins Editions, Paris, 2023.